# Aartsbisdom Koupéla

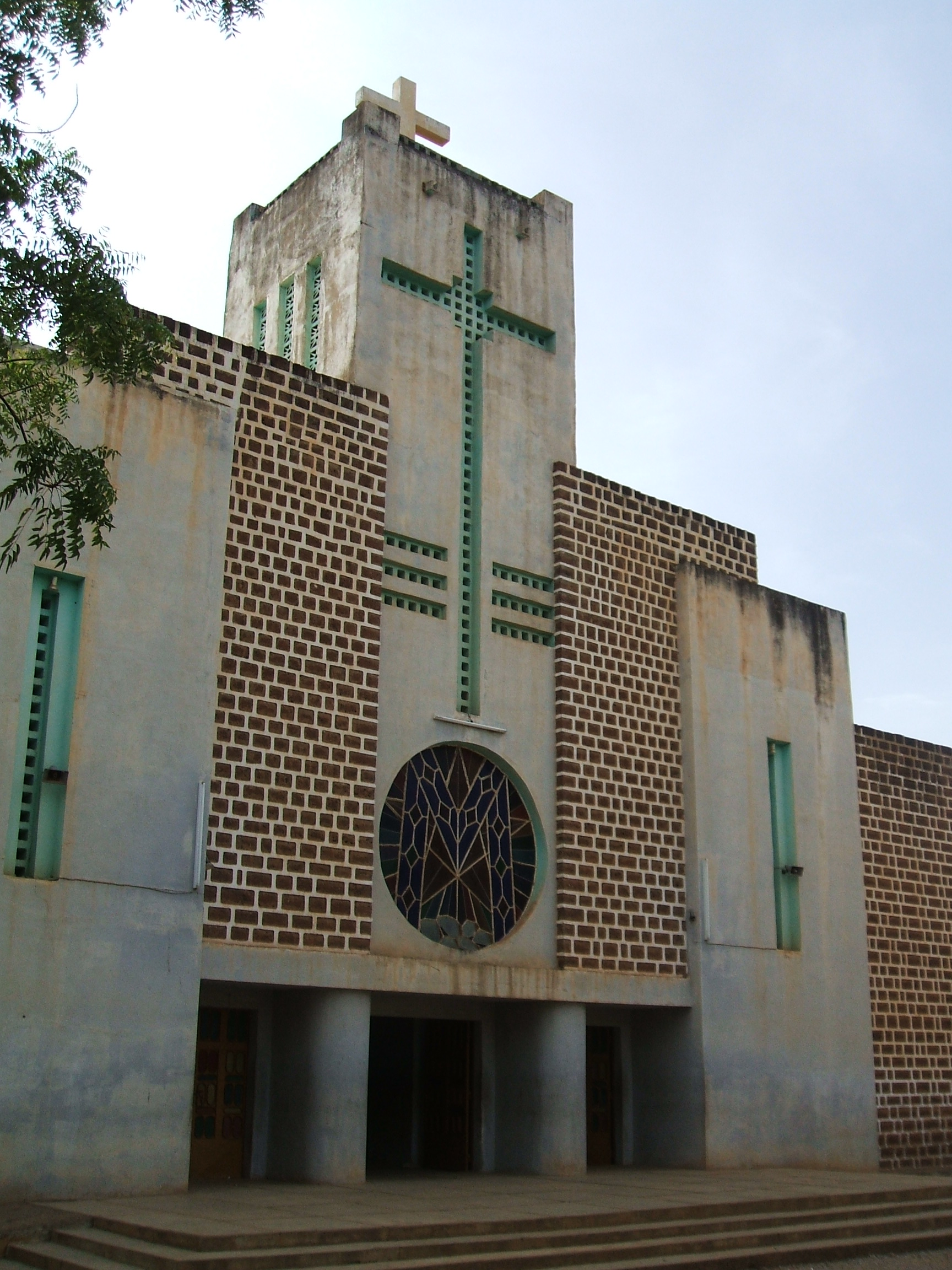
De kathedraal Notre-Dame des Grâces van Koupéla

Het aartsbisdom Koupéla (Latijn: Archidioecesis Kupelaensis) is een rooms-katholiek aartsbisdom met als zetel Koupéla in Burkina Faso.
Het bisdom Koupéla werd opgericht in 1956 en was suffragaan aan het aartsbisdom Ouagadougou. In 2000 werd het verheven tot aartsbisdom.
De kerkprovincie Koupéla bestaat verder uit vier suffragane bisdommen:
- Dori
- Fada N’Gourma
- Kaya
- Tenkodogo

In 2019 telde het aartsbisdom 11 parochies. Het aartsbisdom heeft een oppervlakte van 7.181 km² en telde in 2019 899.000 inwoners waarvan 27,9% rooms-katholiek was.

## Bisschoppen en aartsbisschoppen
- Dieudonné Yougbaré (1956-1995)
- Séraphin François Rouamba (1995-2019)
- Gabriel Sayaogo (2019-)